# Collyer-Brüder
Die Collyer-Brüder, Homer Lusk Collyer (* November 1881; † 21. März 1947) und Langley Collyer (* Oktober 1885; † März 1947) waren zwei US-amerikanische Brüder, die aufgrund ihrer bizarren Lebensweise die Neugier ihrer Nachbarn und der Presse auf sich zogen. Die aus einer wohlhabenden Familie stammenden Brüder hatten in New York City ein Stadthaus geerbt, in dem sie in zunehmender sozialer Isolation hausten und Unmengen von Gegenständen anhäuften. Das Sammelverhalten wird umgangssprachlich auch als Messie-Syndrom bezeichnet. Die Collyer-Brüder werden oft als ein paradigmatisches Fallbeispiel von Zwangsneurose genannt.
Über die Jahre sammelte der jüngere Bruder Langley Collyer eine große Mengen Schrott, alte Zeitungen und andere Gegenstände, mit denen er alle Räume des Hauses anfüllte, und legte in dem Müll ein labyrinthisches Gängesystem mit diversen Fallen und Sicherungsmechanismen an. Die zunehmende Verwahrlosung des Hauses veranlasste schließlich die Bank und die Behörden zum Einschreiten. Als das Haus zwangsgeräumt wurde, stellte man fest, dass Langley Collyer Opfer einer seiner eigenen Fallen geworden und der von ihm versorgte Homer Collyer daraufhin verdurstet war.

## Familie
Die Brüder Collyer gehörten einer alteingesessenen New Yorker Familie an, die ihre Wurzeln bis auf die frühen Einwanderer im 17. Jahrhundert zurückverfolgen konnte, die mit der Mayflower nach Amerika gekommen waren. Der Vater, Herman Livingston Collyer (1858–1923), war Frauenarzt in Manhattan, die Mutter hieß Susie Gage Frost (1856–1929). Die Eltern hatten auch eine Tochter, Susan, die als Säugling 1880 starb. Die Familie wohnte in einem eleganten Sandstein-Stadthaus mit vier Stockwerken an der Fifth Avenue 2078 an der Ecke der 128. Straße in Harlem, New York City. Die Familie war wohlhabend und gebildet. Die Mutter las gerne klassische Literatur und spielte Klavier.
Beide Brüder studierten an der Columbia University, die einige Jahre früher nach Morningside Heights umgezogen war. Der neue Campus befand sich westlich von Harlem, zehn Minuten zu Fuß vom Collyer-Haus entfernt. Damals lag diese Gegend noch am Stadtrand und war teilweise ländlich geprägt. Die erste Untergrundbahn nahm erst 1904 ihren Betrieb auf, und man betrachtete Harlem noch als ein von New York weit abgelegenes Städtchen. Homer Collyer studierte Ingenieurwissenschaften, Langley Collyer Jura mit Schwerpunkt Seerecht. Langley Collyer interessierte sich jedoch hauptsächlich für das Erfinden. Wie seine Mutter spielte er gerne Klavier und strebte danach, wie ein typischer Musiker auszusehen, mit langen Haaren und Fliegerkrawatten. Langley Collyer war auch ein Tüftler. Er entwickelte beispielsweise eine Art Staubsauger für die Bestandteile eines Klaviers. Er versuchte auch einen Ford Modell T zum elektrischen Generator umzubauen.
1909 verließ Herman Collyer die Familie. Nun entschieden sich die zwei Brüder, die Mitte Zwanzig waren, im Haus bei der Mutter zu bleiben. Als der Vater 1923 starb, erbte die Mutter die Möbelstücke, Geräte und Bücher, die in der Arztpraxis des Vaters gewesen waren. Die Mutter brachte alle Utensilien im Haus unter. Sechs Jahre später starb auch sie und ihre Söhne erbten alles.
Harlem hatte sich seit 1910 drastisch verändert. Ursprünglich wohnte in der Gegend eine Mischung von Wohlhabenden und mittelständischen Leuten. Seit den 1880er Jahren hatte man allmählich Stadthäuser gebaut. Gegen 1910 zwang aber eine wirtschaftliche Flaute manche Immobilienmakler und Vermieter, afroamerikanische Mieter in der Gegend zuzulassen. Vorher hatte man sich immer geweigert, Häuser oder Wohnungen an Schwarze zu vermieten oder zu verkaufen. Dann kam der Erste Weltkrieg. Tausende von Schwarzen zogen nach New York City und gleichzeitig verließen viele Weiße sehr schnell Harlem. Nach 1920 waren fast alle Menschen in Harlem schwarz. Die Collyer-Brüder hatten sich schon im Haus verbarrikadiert und der Gesellschaft entzogen.

## Einsiedler
Es gab das Gerücht, dass das Haus wertvollen Schmuck enthalte, weshalb man gelegentlich versuchte, ins Haus einzubrechen. Jugendliche warfen Steine auf das Haus und zerschmetterten die Fenster. Die Brüder wurden paranoider und verbarrikadierten die Fenster mit Holzbrettern. Langley Collyer begann,  Fallen einzurichten, und die Brüder hörten auf, ihre Rechnungen zu bezahlen. Daraufhin sperrten die Versorgungsbetriebe Wasser, Telefon, Heizung und stellten den Strom ab. Homer und Langley Collyer versuchten, mit einem kleinen Petroleumofen das ganze Haus zu beheizen. Langley Collyer versuchte außerdem vergeblich, Energie mittels eines Automotors zu erzeugen. Er fing auch an, in der Nacht durch die Nachbarschaft zu streifen. Er holte Wasser von einem Hahn im Park. Die Brüder hatten ausreichend Geld, um die bevorstehende Weltwirtschaftskrise zu überstehen, da sie auch fast nichts ausgaben. 1933 verlor Homer Collyer seine Sehkraft, darüber hinaus litt er auch an Rheumatismus. Langley Collyer entwickelte für ihn ein bizarres Ernährungsprogramm: 100 Orangen in der Woche und schwarzes Brot mit Erdnussbutter. Langley Collyer begann alte Zeitungen und andere Objekte zu hamstern.

### Öffentlichkeit
1938 erwähnte die Presse die Collyer-Brüder, als sie einen Immobilienmakler hinauswarfen. Die New York Times kolportierte Gerüchte aus der Nachbarschaft. Man behauptete, dass die Brüder in „orientalischem Luxus“ wohnten und einen großen Haufen Bargeld besäßen. Keines der Gerüchte entsprach der Wahrheit. Die Brüder waren nicht reich, denn seit Jahrzehnten hatten weder Homer noch Langley Collyer gearbeitet, aber sie waren auch nicht mittellos.
Die Presse berichtete 1942 nochmals, als die Collyers in einen Streit mit ihrer Bank gerieten. Sie hatten sich geweigert, die Raten für ihre Hypothek zu bezahlen. Die Bowery Savings Bank wollte das Haus wieder in Besitz nehmen und sandte Vollstrecker und Arbeiter, um die Brüder aus dem Haus zu werfen. Langley Collyer benahm sich aggressiv, worauf die Nachbarn die Polizei riefen. Als sie versuchte, ins Haus einzudringen, stieß sie auf eine Mauer aus Gerümpel; die Dinge waren vom Boden bis zur Decke aufgestapelt. Langley Collyer schrieb einen Scheck über 6.700 Dollar aus, eine Summe, die heute ungefähr 81.284 Dollar entspräche. Mit einem Schlag bezahlte er damit die ausstehende Hypothek. Die Bank war zufrieden und Langley Collyer verlangte, dass jedermann ihn und seinen Bruder in Ruhe lassen solle.

## Entdeckung

### Homer Collyers Tod
Am 21. März 1947 verständigte man das 122. Polizeirevier. Der anonyme Anrufer gab an, dass sich eine Leiche im Haus befinde, da Verwesungsgeruch wahrzunehmen sei. Man sandte einen Polizisten zum Haus, dem es nicht gelang, sich Eintritt zu verschaffen. Es gab keine Türklingel und kein Telefon. Die Türen waren verriegelt und die zerbrochenen Kellerfenster waren vergittert. Als es der Polizei schließlich gelang, in das Gebäude einzudringen, musste zunächst das Gerümpel entfernt werden. Die einzige Möglichkeit, das Haus aufzuräumen, war, alles darin Befindliche auf die Straße zu schaffen. Im Eingangsbereich des Hauses lag ein gigantischer Haufen, bestehend unter anderem aus alten Zeitungen, Klappbetten und -stühlen, einer kaputten Nähmaschine, Kartons und einer zerlegten Weinpresse. Der Polizist William Baker drang durch ein Fenster in ein Wohnzimmer im ersten Stock ein. Dort fand er weitere Pakete mit Zeitungen, Kartons, einen Kinderwagen, eine Harke und zahlreiche alte Regenschirme. Nach zwei Stunden entdeckte er schließlich die Leiche Homer Collyers. Dieser trug nur einen alten Bademantel. Seine verfilzten grauen Haare waren schulterlang.
Der Leichenbeschauer, Arthur C. Allen, stellte fest, dass Homer Collyer zum Zeitpunkt seines Auffindens seit etwa 10 Stunden tot war. Aus diesem Grund hatte er nicht die Quelle des Fäulnisgeruchs sein können. Darüber hinaus hatte offenbar kein Verbrechen stattgefunden. Die Ursache des Todes war einfach: Homer Collyer war verdurstet. Mittlerweile hatten sich mehr als 600 Leute vor dem Haus versammelt. Langley Collyer war bis dahin nicht gefunden worden.

### Inhalt des Hauses
Um Langley Collyer ausfindig zu machen, fing die Polizei an, das Haus zu durchsuchen. Die Polizisten mussten noch mehr Habseligkeiten entfernen, u. a. Seile, mehrere Kinderwagen, Harken und Regenschirme, rostige Fahrräder, verfaulte Lebensmittel, eine Waffensammlung, Gaskronleuchter, Bestandteile einer Kutsche, ein Damespielbrett, Kindermöbel, ein Sortiment Klaviere, ein Clavichord, zwei Orgeln, sechs Flaggen und zahllose Bündel Zeitungen. Gleich neben dem Sterbeort Homers fanden die Polizisten 34 Kontobücher; auf den Bankkonten waren insgesamt 3007,18 Dollar (heute ca. 36.481 $). Am folgenden Tag entfernte die Polizei die Karosserie eines alten Autos, Spielzeug, weitere fast 1000 Kilogramm Zeitungen, Magazine und Holzstücke sowie noch mehr Waffen und Munition aus dem Haus. Man stellte fest, dass die meisten Dinge wertlos waren. Langley Collyer blieb verschwunden.
Am 30. März gab es weitere Gerüchte. Angeblich hatte man Langley Collyer gesichtet, als er mit dem Bus nach Atlantic City (New Jersey) fuhr. Eine Fahndung entlang der Küste New Jerseys blieb ergebnislos. Zwei Tage später begann die Polizei erneut mit der Durchsuchung des Hauses. Jetzt entfernte sie ungefähr 3000 Bücher, einen Steinway-Konzertflügel und noch mehr Zeitungen etc. Bislang hatte man mindestens 9000 Kilogramm Sachen aus dem Haus entfernt, und zwar nur aus dem Erdgeschoss. Die Polizei setzte die Arbeit fast eine Woche lang fort, schließlich war mit 45.000 Kilogramm zu rechnen. Obwohl ein Teil der Dinge aus der Praxis des verstorbenen Vaters stammte, bestand das meiste davon aus wertlosem Zeug, das Langley Collyer seit Jahren gehortet hatte.

### Langley Collyers Tod
Einer der Arbeiter, Artie Matthews, fand Langley Collyers Leichnam. Es stellte sich heraus, dass Langley Collyer nur drei Meter von Homer Collyer entfernt lag. Die Ratten fraßen bereits an ihm, als er entdeckt wurde. Auf seinem Rücken lagen drei riesige Bündel Zeitungen und ein schwerer Koffer. Die Beamten stellten fest, dass Langley Collyer durch seinen „Tunnel“ im Gerümpel gekrochen war, um Homer Collyer Essen zu bringen, als ihn eine seiner Fallen tötete. Der Verwesungsgeruch war der Langley Collyers gewesen.
1942 hatte die New York Herald Tribune (die seit 1966 nicht mehr existiert) Langley Collyer interviewt. Man fragte nach all den Zeitungsbündeln. Seine Antwort: „Ich hebe die Zeitungen für Homer auf, damit er die Nachrichten einsehen kann, wenn er seine Sehkraft wiederbekommt.“

## Gerümpel im Haus

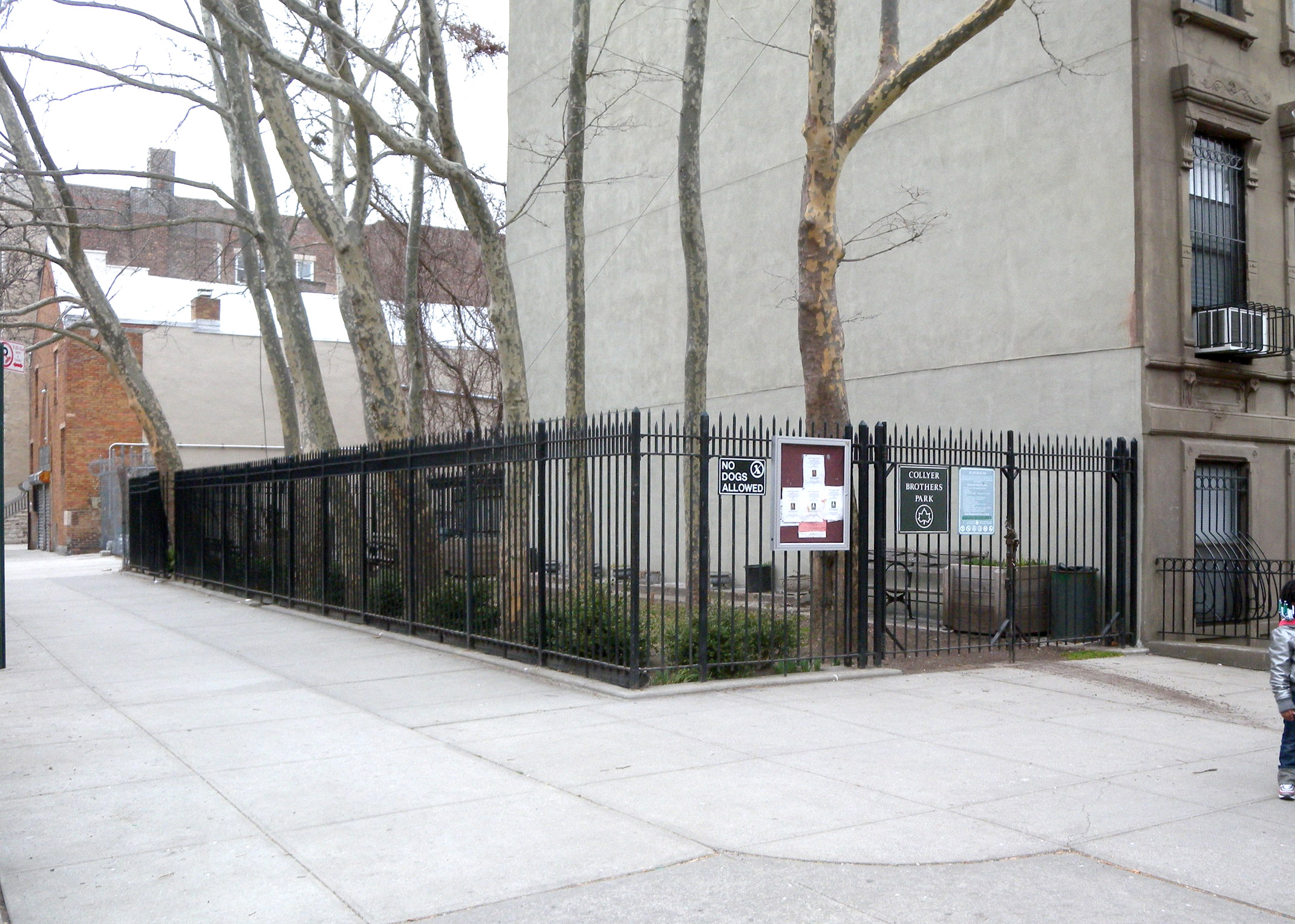
„Collyer Brothers Park“ auf dem Abrissgrundstück

Am Ende trugen die Polizei und Arbeiter mehr als 103.000 Kilogramm Gerümpel und Müll aus dem Haus. Nur ein kleiner Teil davon hatte einen Wert; er erzielte bei einer Versteigerung weniger als 2000 Dollar. Insgesamt wurde das Familienvermögen auf 91.000 Dollar (heute ca. 1.104.009 $) geschätzt. Der Bundesstaat New York erhielt das Erbe, denn weder Homer noch Langley Collyer hatten Nachkommen oder Ehefrauen. Schließlich riss man das baufällige Haus ab, das eine Brandgefahr darstellte. Das Dach leckte; manche Wände waren schon zusammengestürzt, Backsteine und Mörtel überall verstreut. Auf dem geräumten Grundstück richtete die Stadt später einen kleinen, nach den Brüdern benannten Park ein, der bis heute existiert.
Was in dem Haus insgesamt gefunden wurde, ist wegen des Chaos je nach Quelle unterschiedlich dokumentiert. Eine Liste enthielt folgende Gegenstände:
- 25.000 Bücher, davon 2500 juristische Bände
- Gemälde
- Schmuck und Kleider der Mutter
- Wandteppiche und große Rollen Seide und Stoff
- Gewehre, Pistolen, Bajonette und viele Säbel
- 14 Klaviere (darunter auch einige Konzertflügel)
- Banjos, Violinen, eine Orgel, ein Signalhorn und ein Akkordeon
- zahllose Schallplatten und ein Grammophon
- Kronleuchter
- Uhren
- Büsten aus Gips
- Fotoausrüstungen

### Bücher
- Franz Lidz, Ghosty Men: The Strange but True Story of the Collyer Brothers. New York's Greatest Hoarders: An Urban Historical. ISBN 1-58234-311-X (englisch).
- E. L. Doctorow: Homer & Langley. Roman. 2010, ISBN 3-462-04298-X.

### Artikel in derNew York Times
- 16. August 1923, S. 15: Obituary Herman L. Collyer.   (Nachruf Herman L. Collyer)
- 5. April 1939, S. 26: Gas company seizes meters of ‘hermits’.   (Gasgesellschaft beschlagnahmt Gaszähler der „Einsiedler“)
- 5. August 1942, S. 21: Mortgage on recluses' home is foreclosed, but legendary brothers still hide within.   (Bank will das Haus nehmen, Brüder verstecken sich noch darin)
- 8. August 1942, S. 13: Bank and Collyers declare a truce.   (Bank und die Collyer-Brüder machen Frieden)
- 30. September 1942, S. 24: Collyer mansion keeps its secrets.   (Collyer-Haus hält seine Geheimnisse)
- 2. Oktober 1942, S. 27: Order ejects Collyers.   (Gerichtsbeschluss exmittiert die Collyers)
- 19. November 1942, S. 27: Collyers pay off $6,700 mortgage as evictors smash way into home.   (Man dringt ins Haus ein, Collyers zahlen die Hypothek von $6700 ab)
- 21. November 1942, S. 24: Collyers get deed to home.   (Collyers bekommen Urkundenpapier fürs Haus)
- 3. Februar 1943, S. 21: Collyers may lose house.   (Collyers könnten Haus verlieren)
- 4. Februar 1943, S. 24: Government gets Collyer property.   (Regierung bekommt Collyers Eigentum)
- 27. Juli 1946, S. 16: Subpoena flushes Harlem recluse.   (Vorladung zwingt Collyers, herauszukommen)
- 28. Januar 1947, S. 25: Hermit brothers get $7,500 award.   (Collyer-Brüder bekommen $7500 Entschädigungen)
- 22. März 1947, S. 1: Homer Collyer, Harlem recluse, found dead at 70. [sic]   (Homer Collyer, Harlem Einsiedler, mit 70 Jahren [sic] tot)
- 26. März 1947, S. C24: The Collyer mystery.   (Das Mysterium der Collyers)
- 27. März 1947, S. 56: Langley Collyer is dead.   (Langley Collyer ist tot)
- 12. April 1947, S. 15: Langley Collyer buried.   (Langley Collyer wird beerdigt)